# Brian Norton
Brian Ivan Cobham „Babe“ Norton (* 10. Oktober 1899 auf Robben Island, Kapkolonie; † 16. Juli 1956 in Santa Clara, USA) war ein Tennisspieler aus Südafrika.

## Karriere
Norton nahm von 1919 bis 1923 jährlich an den Wimbledon Championships teil. Nachdem er 1920 bereits das Achtelfinale erreicht hatte, gewann er 1921 das Endspiel gegen den Spanier Manuel Alonso. Allerdings musste der Sieger im damaligen Modus in der Challenge Round gegen den Vorjahressieger besiegen, um den Titel zu gewinnen. Titelträger von 1920, Bill Tilden, lieferte sich mit Norton ein enges Fünfsatzmatch. Norton konnte die ersten beiden Sätze gewinnen, kam jedoch in der Folge aus dem Konzept, nachdem Tilden mit einer Serie von Stoppbällen zu Anfang des dritten Satzes das Publikum gegen sich aufgebracht hatte. Norton gab die folgenden Sätze mit 0:6 und 1:6 ab, obwohl die Zuschauer auf seiner Seite waren. Im entscheidenden fünften Satz fand Norton wieder ins Spiel und hatte beim Stand von 5:4 und 40:15 zwei Matchbälle. Beim ersten Matchball geriet ein Schlag von Tilden sehr lang, woraufhin sich dieser bereits auf den Weg zum Netz für den Handschlag machte. Der Ball berührte jedoch noch die Linie, und Nortons anschließender Passierschlag scheiterte. Den zweiten Matchball wehrte Tilden mit einem Ass ab. Tilden gewann den Satz schließlich mit 7:5, und damit Match und Turnier. Tilden selbst bezeichnete Norton als den eigentlich verdienten Sieger, da er selbst nur durch Glück gewonnen habe. Mit 21 Jahren war Norton bis dato der jüngste Sieger des All-Comers-Wettbewerbs. Damit ist Norton neben Federico Coria der einzige Spieler im Herreneinzel, der trotz eines Matchballs im Endspiel keinen Grand-Slam-Titel gewinnen konnte. In diesem Jahr und im nächsten Jahr wurde Norton als siebtbester Spieler eingestuft.
1923 unterlag Norton in Wimbledon und bei den US-Meisterschaften jeweils im Halbfinale – einmal Bill Johnston und einmal erneut Bill Tilden. Im Doppel schaffte er im selben Jahr an der Seite von Tilden den Titel zu gewinnen. Bei den British Covered Court Championships verlor er in der Challenge Round gegen André Gobert ebenfalls in fünf Sätzen und nach einer 2:1-Führung. Bei kleineren Turnieren gewann Norton bis 1925 im Einzel 35 Titel, nach drei Jahren Pause folgte 1929 sein 36. und letzter Titel. Ab 1924 nahm er lediglich an Turnieren in den USA teil, wo er von da an lebte.
Norton nahm an den Olympischen Spielen 1920 in Antwerpen teil. Während er im Einzel bereits in der ersten Runde gegen den französischen Altmeister Max Décugis ausschied, erreichte er im Doppel zusammen mit Louis Raymond nach zwei Siegen die dritte Runde, wo sie den späteren Silbermedaillengewinnern aus Japan Kashio Seiichirō und Kumagai Ichiya unterlagen. 1926 stellte Norton relativ früh seine regelmäßigen Turnierteilnahmen ein.
Bill Tilden schrieb über Norton: 

„Norton [...] is a phenomenal player of extreme brilliancy. He has everything in stroke equipment, drives, slices, volleys, and a fine service and overhead. Unfortunately Norton regards his tennis largely as a joke. His judgment is therefore faulty, and he is apt to loaf on the court. He tries the most impossible shots that sometimes go in; and in the main, his court generalship is none too good. He is an irrepressible boy, and his merry smile and chatter make him a tremendous favourite with the gallery. He has a very strong personality that should carry him a long way.“

„Norton [...] ist ein phänomenaler Spieler von äußerster Brillanz. Er verfügt über das gesamte Schlagrepertoire, Drives, Slices, Volleys und einen guten Service und Overhead. Leider betrachtet Norton sein Tennis größtenteils als Witz. Sein Urteilsvermögen ist daher schlecht und er neigt dazu, auf dem Platz nicht sein Bestes zu geben. Er versucht die unmöglichsten Schläge, die manchmal reingehen; und im Großen und Ganzen ist seine Präsenz nicht allzu gut. Er ist ein unbändiger Junge, und sein fröhliches Lächeln und seine Art machen ihn zu einem absoluten Publikumsliebling. Er hat eine sehr starke Persönlichkeit, die ihn weit bringen sollte.“

Ende der 1920er Jahre beendete Norton seine Tenniskarriere vergleichsweise früh. Die meisten seiner Mitspieler spielten bis in die 1940er Jahre Tennis. Er starb 1956 im Alter von 56 Jahren im kalifornischen Santa Clara im Stadtteil Agnew's Village.

## Erfolge (Auswahl)
| Legende (Anzahl der Siege) |
| Grand Slam (1)             |
| Olympische Spiele          |
| Sonstige Turniere          |

| Titel nach Belag |
| ---------------- |
| Hartplatz (0)    |
| Sand (0)         |
| Rasen (1)        |

### Einzel

#### Finalteilnahmen
| Nr. | Jahr         | Turnier   | Belag | Finalgegner | Endergebnis             |
| --- | ------------ | --------- | ----- | ----------- | ----------------------- |
| 1.  | 2. Juli 1921 | Wimbledon | Rasen | Bill Tilden | 6:4, 6:2, 1:6, 0:6, 5:7 |

### Doppel

#### Turniersiege
| Nr. | Jahr               | Turnier                     | Belag | Partner     | Finalgegner                      | Endergebnis             |
| --- | ------------------ | --------------------------- | ----- | ----------- | -------------------------------- | ----------------------- |
| 1.  | 15. September 1923 | U.S. National Championships | Rasen | Bill Tilden | Richard Williams Watson Washburn | 3:6, 6:2, 6:3, 5:7, 6:2 |